# Rymdbaserad ekonomi
Rymdbaserad ekonomi är ekonomisk aktivitet i yttre rymden, inklusive asteroidbrytning, rymdtillverkning, rymdhandel, rymdbegravning, rymdreklam och byggnation som utförs i rymden, såsom byggandet av rymdstationer.
Rymdbaserade industriella insatser är för närvarande i sin linda. De flesta sådana koncept skulle kräva en avsevärd långsiktig mänsklig närvaro i rymden och relativt billig tillgång till rymden. Majoriteten av förslagen skulle också kräva teknisk eller ingenjörsmässig utveckling inom områden som robotik, solenergi och livsuppehållande system.
En viktig katalysator i utvecklingen av en rymdekonomi har kommit från ökningen av återanvändbara uppskjutningsfarkoster och rymdfarkoster under 2010- och 2020-talen.
Vissa analytiker har argumenterat för att skapa en internationell bank för att stödja utforskning av djuprymden.

## Lag
Rymdfördraget från 1967 fastställer att rymden, som "hela mänsklighetens provins", ska fritt utforskas och användas av alla nationer, och att månen och alla andra himlakroppar ska användas för fredliga ändamål.
År 2015 antog den amerikanska kongressen en lag som uttryckligen tillåter amerikanska företag att använda resurser från månen och asteroider, Commercial Space Launch Competitiveness Act från 2015.
I april 2020 klargjorde den amerikanska presidentordern 13914 den amerikanska regeringens ståndpunkt om användningen av rymdresurser och hur USA kommer att främja den kommersiella utvecklingen av rymdresurser. ”Amerikaner bör ha rätt att bedriva kommersiell utforskning, utvinning och användning av resurser i yttre rymden”, står det i ordern.